# زنبق میشیگان
زنبق میشیگان (نام علمی: Lilium michiganense) گلی وحشی است که در زیستگاه‌های چمن‌زار در مناطق دریاچه‌های بزرگ و رودخانه بالایی می‌سی‌سی‌پی در کشور ایالات متحده و کانادا از داکوتای جنوبی، از طریق انتاریو تا نیویورک تا جنوب در جورجیا و اکلاهما وجوددارد.
گل به رنگ نارنجی است و خالهایی دارد و به‌طور گسترده‌ای برای تزئین کشت می‌شود. آرایش برگ‌ها معمولاً به صورت پیچ خورده است، اما گاهی‌اوقات یک در میان در زیر گل‌آذین و درست پایه ساقه قرار می‌گیرند.

## ویژگی‌های گیاه‌شناسی
- ارتفاع: بین ۹۰ تا ۱۸۰ سانتی‌متر (۳ تا ۶ فوت)

- گل‌ها: آویزان، به رنگ نارنجی تا قرمز مایل به نارنجی با لکه‌های قهوه‌ای تیره؛گلبرگ‌ها به‌طور مشخص به عقب برگشته‌اند و شکلی شبیه به کلاهک ترکی دارند.[۷]

- برگ‌ها: باریک، شمشیری و در حلقه‌هایی از ۳ تا ۱۳ برگ در طول ساقه قرار دارند.[۸]

- دورهٔ گل‌دهی: از اواسط ژوئن تا آگوست (تابستان)

- زیستگاه: چمنزارهای مرطوب، لبه‌های جنگل‌ها، باتلاق‌ها، و کناره‌های رودخانه‌ها؛ در خاک‌های مرطوب و غنی با زهکشی مناسب رشد می‌کند.[۹]

### اهمیت بوم‌شناسی
زنبق میشیگان منبع مهمی از شهد برای پرندگان و حشرات گرده‌افشان مانند پروانه‌های خال‌دار بزرگ (Speyeria cybele) و پروانه‌های دم‌چناری است.

### تفاوت با گونه‌های مشابه
این گونه اغلب با زنبق کلاهک ترکی (Lilium superbum) و زنبق ببر آسیایی (Lilium lancifolium) اشتباه گرفته می‌شود. تفاوت‌های کلیدی شامل اندازهٔ گل‌ها، الگوی برگ‌ها، و زمان گل‌دهی است.

## شرایط کاشت و نگهداری
نور: آفتاب کامل تا نیم‌سایه
خاک: مرطوب، غنی و با زهکشی مناسب؛ در خاک‌های لومی، شنی یا رسی رشد می‌کند.
آبیاری: نیاز به رطوبت مداوم دارد، اما از ایستایی آب باید پرهیز شود.
کاربرد در باغ: مناسب برای باغ‌های بارانی، مرزهای طبیعی، و باغ‌های بومی؛ به‌عنوان گل شاخه‌بریده نیز استفاده می‌شود.

### وضعیت حفاظتی
زنبق میشیگان در برخی مناطق به دلیل از دست رفتن زیستگاه‌های طبیعی و تغییرات کاربری زمین در معرض تهدید قرار دارد. با این حال، در سطح کلی، این گونه به‌عنوان گونه‌ای با وضعیت حفاظتی "G5" (پایدار) طبقه‌بندی شده است.

## در معرض خطر
زنبق میشیگان در ایالت نیویورک گونه‌ای در معرض خطر است، این گل در این ایالت در شهرستان مونرو و شهرستان جفرسون می‌روید. این گل در ایالت تنسی در لیست گونه‌های در معرض تهدید قرار گرفته‌است.